# Szuszukowo
Szuszukowo (ros. Шушуково) – wieś w Rosji, w rejonie grazowieckim obwodu wołogodzkiego. W 2002 liczyła 12 mieszkańców, z kolei w 2010 populacja miejscowości wynosiła 7 osób.